# Chondrodesmus armatus
Chondrodesmus armatus är en mångfotingart som beskrevs av Filippo Silvestri 1897. Chondrodesmus armatus ingår i släktet Chondrodesmus och familjen Chelodesmidae. Inga underarter finns listade i Catalogue of Life.